# Myrmeleon montanus
Myrmeleon montanus är en insektsart som beskrevs av Navás 1914. Myrmeleon montanus ingår i släktet Myrmeleon och familjen myrlejonsländor. Inga underarter finns listade i Catalogue of Life.